# Tipula variicornis
Tipula variicornis är en tvåvingeart som beskrevs av Theodor Emil Schummel 1833. Tipula variicornis ingår i släktet Tipula och familjen storharkrankar. Arten är reproducerande i Sverige.

## Underarter
Arten delas in i följande underarter:
- T. v. variicornis
- T. v. incisicauda

## Bildgalleri

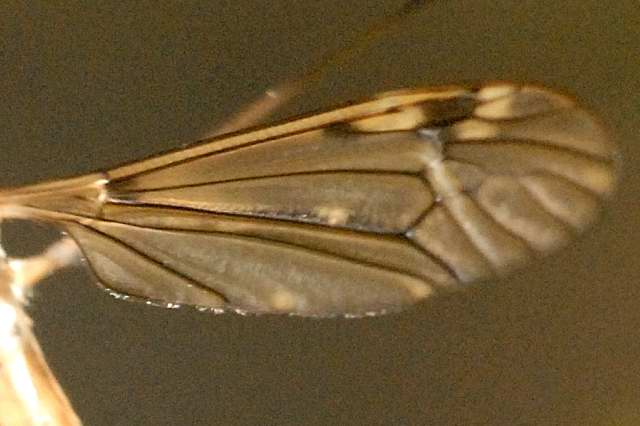